# Malmhöjden
Malmhöjden är ett naturreservat i Karlskoga kommun i Örebro län.
Området är naturskyddat sedan 2014 och är 29 hektar stort. Reservatet omfattar södra delen av Malmtjärnen och Malmtjärnsbäcken och består av grandominerad skog med tall på höjderna.